# Château de Fourilles
Le château de Fourilles est un château situé sur la commune de Fourilles, dans le département de l'Allier, en France. Il fut le siège d'un marquisat au XVIIe siècle.

## Localisation
Le château est situé à moins de 400 m au nord du village, entre la Bouble et le Boublon.

## Description
Le château de Fourilles se compose d’un grand corps de logis rectangulaire à lucarnes de pierre, dont la façade sud s’appuie sur une grosse tour ronde. Au nord sur la cour, existe une tour carrée d’escalier, en grande partie reconstruite lors de récentes réparations.
À cinquante mètres environ du logis, au sud-ouest, une forte tour marque probablement un des angles de l'enceinte primitive : c’est le pigeonnier.
À ses pieds s’ouvrent encore des restes de fossés que remplissaient les eaux amenées du Boublon,.

## Historique
Dans la seconde moitié du XVIe et la première moitié du XVIIe siècle, la terre de Fourilles appartient à la famille de Chaumejean ; en 1540, Antoine de Chaumejean reçoit Fourilles par donation de Jean d'Anlezy, son beau-frère. Fourilles est érigée en marquisat pour son petit-fils Blaise, capitaine d'une compagnie des gardes du roi, en mars 1610.
Thomas Le Lièvre, marquis de La Grange, conseiller d'État, intendant de la généralité de Paris, acquiert le marquisat de Fourilles le 31 août 1647 par adjudication aux requêtes du Palais. L'érection de la terre de Fourilles en marquisat est confirmée pour lui par des lettres patentes en octobre 1648.
Son descendant Adélaïde Édouard Le Lièvre de La Grange, diplomate, député de la Gironde, membre de l'Académie des inscriptions et belles-lettres (1796-1876) conserva Fourilles jusqu'à sa mort, mais le centre de ses intérêts était en Gironde. Il n'avait pas de postérité ; ses héritiers vendirent Fourilles.
Le château a été restauré et remanié au siècle dernier. Ses abords ont été modernisés et, dans un parc tracé autour de l’édifice, les arbres encadrent l’habitation.
Le château est privé et ne se visite pas.